# Ghiacciaio del Brouillard
Il ghiacciaio del Brouillard (pron. fr. AFI: [bʁujaʁ]) è un ghiacciaio che scende dal versante italiano del massiccio del Monte Bianco.

## Descrizione

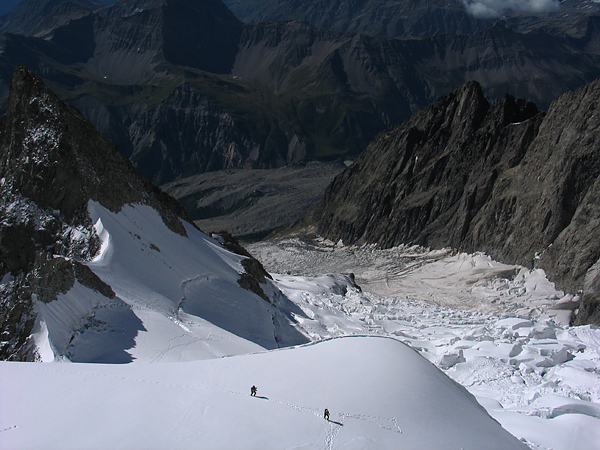
Alpinisti sulla parte superiore del ghiacciaio del Brouillard, a sinistra la punta Innominata.

Si trova nei Contrafforti italiani del Monte Bianco tra la cresta di Brouillard ad occidente e la cresta dell'Innominata ad oriente. Prende forma sotto il Col Eccles (4.000 m) e scende fin verso i 2.000 metri di altezza. Si presenta particolarmente crepacciato.